# Budkov (zámek)
Zámek Budkov stojí v obci Budkov v okrese Třebíč, asi 11 km na západ od Moravských Budějovic. Je chráněn jako kulturní památka České republiky. Zámek se od konce druhé světové války používá jako dětský domov a dříve domov pro děti uprchlíků z Řecka nebo Koreje.

## Historie
Zámku předcházela vodní tvrz, poprvé zmiňovaná roku 1353, kdy ji Jan z Budkova prodal Jeníku mladšímu a Jeníku staršímu z Mezimostí. Na začátku 16. století došlo k její přestavbě ve stylu pozdní gotiky a v letech 1545–1555 za Hrubčických z Čechtína na renesanční zámek. Za Františka Karla Berchtolda z Uherčic došlo k drobným barokním úpravám, které se promítly spíše v interiéru. V 1. čtvrtině 19. století byl v okolí vytvořen anglický park s vodní zahradou. Po druhé světové válce byli v zámku ubytováni Řekové, kteří uprchli z Řecka.
Zámek byl v sedmdesátých letech částečně rekonstruován, v srpnu roku 2022 byla zahájena rekonstrukce fasád zámku a výměna oken a dveří. Rekonstrukce byla dokončena v roce 2024.

## Popis
Nejnápadnějším prvkem zámku je vstupní věž s hodinami, pozůstatek vodní tvrze, která spolu s patrovou pětikřídlou budovou uzavírá nepravidelné nádvoří s arkádami a toskánským sloupovím. Kromě vodní zahrady a anglického parku o rozloze 3,3 ha se u zámku nachází také kostel sv. Martina.